# Napvirág (keresztnév)
A Napvirág újabb keletű női név a hasonló virágnévből.

## Gyakorisága
Az 1990-es években a Napvirág nem volt anyakönyvezhető, a 2000-es években nem szerepel a 100 leggyakoribb női név között.

## Névnapok
- nincs hivatalos